# Ла Крос (Канзас)
Ла Крос (енгл. La Crosse) град је у америчкој савезној држави Канзас.

## Демографија
По попису из 2010. године број становника је 1.342, што је 34 (-2,5%) становника мање него 2000. године.
| Група             | 2000.         | 2010.         |
| Белци             | 1.341 (97,5%) | 1.286 (95,8%) |
| Афроамериканци    | 3 (0,2%)      | 3 (0,2%)      |
| Азијати           | 2 (0,1%)      | 3 (0,2%)      |
| Хиспаноамериканци | 19 (1,4%)     | 38 (2,8%)     |
| Укупно            | 1.376         | 1.342         |